# Luchthaven Kemayoran
Luchthaven Kemayoran (Indonesisch: Bandar Udara Kemayoran, ook gespeld als Kemajoran) was een internationale luchthaven die Jakarta en omgeving bediende. Deze civiele luchthaven was kort voor de Tweede Wereldoorlog officieel op 8 juli 1940 geopend en haar naam was toen Batavia's Vliegstation Kemajoran. Het was gelegen midden tussen de bebouwing van de gemeente Centraal Jakarta in het gelijknamige onderdistrict Kemayoran in het noorden van Jakarta. In 1985 werd de luchthaven vervangen door de nieuw gebouwde Internationale Luchthaven Soekarno-Hatta.

## Trivia
- Luchthaven Kemayoran is ook de plaats waar het Kuifje-album Vlucht 714 begint.